# Johnny Carson
John William "Johnny" Carson, född 23 oktober 1925 i Corning, Iowa, död 23 januari 2005 i Los Angeles, Kalifornien, var en amerikansk pratshowvärd, komiker, skådespelare och författare, mest känd som värd för TV-programmet The Tonight Show mellan 1962 och 1992.

## Biografi
Carson föddes i Corning i Iowa men växte senare mestadels upp i Norfolk i Nebraska. Han gjorde sin militärtjänst mellan 1943 och 1946 och började arbeta som magiker under 1950-talet. Så småningom tog Carson jobb inom radion och blev sedan programledare för olika spelprogram.
Den 2 oktober 1962 blev Carson värd i TV-bolaget NBC:s pratshow The Tonight Show. Hans första gäst där blev Groucho Marx.
Carsons privatliv har varit lika problematiskt som hans karriär varit framgångsrik. Han gifte sig redan då han gick på college den 1 oktober 1949 med Joan Wolcott. De fick tre söner. Deras son Richard avled den 21 juni 1991 i en trafikolycka. Undersökningen visade att han tydligen fotograferat då han körde bil. 1963 skildes paret och Carson gifte om sig med Joanne Copeland 17 augusti 1963. De skilde sig 1972 och Joanne fick nästan en halv miljon dollar från Carson samt 100 000 dollar per år i underhåll under resten av sitt liv.
Vid The Tonight Shows 10-årsjubileum den 30 september 1972 meddelade Carson att han och den tidigare fotomodellen Joanna Holland gift sig i hemlighet tidigare samma eftermiddag. Den 8 mars 1983 ansökte Holland om skilsmässa. Hon tilldömdes 50% av parets tillgångar trots att det var Carson som stod för nästan hela hushållets inkomst. 1985 hade paret kommit till en uppgörelse i vilken Holland gavs 20 miljoner dollar. Det berättas att han träffade sin sista fru Alexis Maas då han såg henne promenera vid stranden nära sitt hem i Malibu hållande ett tomt vinglas. Han gick från sitt hus och erbjöd sig att fylla på glaset. De gifte sig den 20 juni 1987.
Carson pensionerade sig den 22 maj 1992 då han slutade som programledare för The Tonight Show. Trots att NBC lovat David Letterman, en gammal vän till Carson, att få överta programledarjobbet i showen gav man det istället till Jay Leno. Dessa båda kom att konkurrera i varsin kanal, Leno hos NBC och Letterman hos CBS i The Late Show with David Letterman.

## Utmärkelser
Asteroiden 3252 Johnny är uppkallad efter honom.